# ISV Tigers Stegersbach
Der ISV Tigers Stegersbach ist ein Inline-Skaterhockey-Verein aus Stegersbach, Burgenland, der 1997 gegründet wurde. Er nimmt mit seinen Herren-, Jugend-, Damen- und Hobbymannschaften an den diversen Ligen der Inline-Skaterhockey Austria (ISHA) teil.

## Geschichte
Der Südburgenländische Inline-Skaterhockey-Verein wurde am 16. März 1997 gegründet. Bereits ein Jahr später nahm er an der Meisterschaft des Österreichischen Rollsport- & Inlineskateverbandes (ÖRSV) teil. Nach einigen Lehrjahren folgte 2001 mit dem Meistertitel in der 2. Division der Aufstieg in die Bundesliga, die 2005 mit dem österreichischen Meistertitel einen ersten Höhepunkt fand. Im selben Jahr nahm man erstmals mit der U19 am Europacup teil. 2006 folgte die Teilnahme am Europacup der Landesmeister und im selben Sommer startete der Bau des neuen Tigers Cage, wo 2007 die Staatsmeisterschaften ausgetragen wurden. Schon bald wurde der Tigers Cage zum Bundesleistungszentrum ernannt. 2008 folgte die Austragung der IISHF-Europameisterschaft der Herren. Es folgten die Damen- und Junioren-EM 2009, 2011 die Herren, sowie 2014 die Junioren. Die Verantwortlichen der Tigers Stegersbach wurden in dieser Zeit mehrmals vom internationalen Verband als „Veranstalter des Jahres“ gekürt. In der Saison 2014 wurden die Stegersbacher erstmals Staatsmeister und errangen den Cupsieg im selben Jahr. 2016/17 wurde der Staatsmeistertitel abermals gewonnen. Weiters gelang beim IISHF-Europacup der Meister der 5. Platz unter den europäischen Spitzenteams. 2018 konnte der Verein im Nachwuchs 5 (von 7 möglichen) Österreichischen Meistertiteln erzielen. Die Herrenmannschaft wurde Staatsmeister und Cupsieger und mit über 150 Lizenzspielern wurde der ISV Tigers Stegersbach Österreichs größter und erfolgreichster Rollsportverein.

## Erfolge
| 2005 | Staatsmeister (Tigers 1)                                         |
| 2014 | Staatsmeister (Tigers 1)                                         |
| 2014 | Österreich-Cup Sieger (Tigers 1)                                 |
| 2016 | Staatsmeister (Tigers 1)                                         |
| 2016 | Österreich-Cup Sieger (Tigers 1)                                 |
| 2017 | Staatsmeister (Tigers 1)                                         |
| 2018 | Österreich-Cup Sieger (Tigers 1)                                 |
| 2018 | Österreichischer Vize-Meister (Tigers U19)                       |
| 2018 | Österreichischer Meister 2018 (Tigers U16)                       |
| 2018 | Österreichischer Meister 2018 (Tigers U13)                       |
| 2018 | Österreichischer Meister 2018 (Tigers Mädchen (U11 / U14 / U17)) |
| 2019 | Vize-Staatsmeister (Tigers 1)                                    |
| 2019 | Vizemeister European Men Challenge Cup (Tigers 1)                |

## Tigers Cage
Das Sportzentrum Stegersbach wurde im Oktober 2006, nach fast einjähriger Bauzeit, von der Gemeinde feierlich eröffnet. Die gesamten Projektkosten beliefen sich auf ca. zwei Millionen Euro. Es bietet sowohl dem Inlineskate-Verein als auch dem Sportverein Stegersbach eine neue Heimat.
Geplant, errichtet und finanziert 2005–2006 durch:
- Gemeinde Stegersbach
- Land Burgenland
- Oberwarter Siedlungsgenossenschaft
- ASVÖ Burgenland

Die Anlage wurde am 8. Oktober 2006 mit einem großen Showact (u. a. Freundschaftsspiel zwischen der Bundesligamannschaft Tigers Stegersbach und dem österreichischen Nationalteam) eröffnet.

### Außenanlage
- Platzgröße 40 × 20 m, umgeben von einer Kunststoffbande mit Schutzglas bis zu einer Höhe von 2,15 m
- Belag: Sports Court
- Überdachte Spielerwechsel- und Strafbänke
- Überdachte elektronische Zeitnehmung mit Sprechanlage
- Digitale Matchuhr mit Strafzeitenanzeige
- Flutlicht
- Beschallungsanlage[6]

### Räumlichkeiten
- 7 Umkleide- und Mannschaftsräume inkl. Dusch- und Sanitäranlagen
- Umkleidekabine für Offizielle und Schiedsrichter
- Kantine mit warmer Küche[7]

### Extras
- Überdachte Zuschauertribüne – ca. 150 Sitzplätze und zusätzlicher Stehplatzbereich.
- VIP-Bereich
- Kraftkammer mit Massageraum
- Asphaltierte Zusatzfläche mit Gastronomiebereich
- Großzügiger Parkplatz direkt beim Sportzentrum[8]

### Ausgetragene Events
Nationale Events
- Bundesliga-Staatsmeisterschaften 2007
- Herren Europameisterschaft 2008
- Austrian Cup 2013
- Jugendfinale 2018
- Bundesliga-Staatsmeisterschaften 2018
- Jugendfinale 2019
- Bundesliga-Staatsmeisterschaften 2019

Internationale Events
- IISHF-Europameisterschaften 2008 Herren
- IISHF-Europameisterschaften 2009 Damen und Junioren
- IISHF-Europameisterschaften 2011 Herren
- IISHF-Europameisterschaften 2014 Junioren

Nationalteams
Seit 2008 Trainingslagerheimat des Team Austria:
- Herren-Nationalteam
- Junioren-Nationalteam
- Damen-Nationalteam[9]